# انتونیو سولدویلا
انتونیو سولدویلا (انگلیسی: Antonio Soldevilla؛ زادهٔ ۱۹ دسامبر ۱۹۷۸) بازیکن فوتبال اهل اسپانیا است.
از باشگاه‌هایی که در آن بازی کرده‌است می‌توان به باشگاه فوتبال آپولون لیماسول، باشگاه فوتبال اسپانیول، و باشگاه فوتبال آمکار پرم اشاره کرد.
وی همچنین در تیم‌های ملی فوتبال زیر ۱۸ سال اسپانیا، زیر ۲۰ سال اسپانیا، و زیر ۲۱ سال اسپانیا بازی کرده‌است.